# Rudolf Kiffman
Rudolf Kiffman (tudi: Rudolf Kiffmann), nemški gradbenik.
Inž. Rudolf Kiffman je bil mariborski gradbenik nemškega rodu, ki je s svojim gradbenim podjetjem v Avstro-Ogrski in med obema svetovnima vojnama sodeloval pri številnih gradbenih projektih v Mariboru. Njegovo gradbeno podjetje je spadalo med večja mariborska gradbena podjetja, ki je samostojno gradilo ali sodelovalo tudi pri večjih gradbenih projektih  (zgradbe na Prešernovi ulici 24, Maistrovi ulici 3, Cankarjevi ulici 5, Vurnikova delavska kolonija, šolsko poslopje v Žolgarjevi ulici, kapela na pobreškem pokopališču, Hutterjeva delavska kolonija itd.). 